# Jedida
Jedida foi a esposa do rei Amom de Judá, e mãe de Josias. Segundo o historiador Flávio Josefo, Jedida era da cidade de Boscate.
De acordo com os rabinos, Jedida foi quem governou em Judá no período em que Josias tinha 8 anos, apenas quando Josias completou 16 ou 17 anos, foi que começou a ser de fato o Rei de Judá. Porém Jedida ainda era bastante influente para o seu filho Josias e o Reino de Judá.